# 維也納應用藝術大學
維也納應用藝術大學（德語：Universität für angewandte Kunst Wien）是位于奥地利维也纳的艺术大学和高等教育机构，簡稱為Die Angewandte。該機構在1970年正式成爲大學。

## 历史
1867年维也纳应用艺术大学建筑学院在戈特弗里德·森佩尔（Gottfried Semper）的倡导下创立并指导教育实践。19世纪末20世纪初，大学被视为维也纳分离派的温床和并占据了先锋派为主导的地位。其教育体系培养了古斯塔夫·克林姆（Gustav Klimt），埃贡·席勒（Egon Schiele），奥斯卡·柯克西卡（Oskar Kokoschka）等与维也纳学院派为代表的旧宫廷艺术决裂的艺术家，并会同其他建筑师与设计师于1897年创立了维也纳分离派（Vienna Secession）。

## 建筑學院
从1899年开始，建筑学院由奥托·瓦格纳（Otto Wagner）的弟子约瑟夫·霍夫曼（Josef Hoffmann）执掌。1907-1908年霍夫曼向来访维也纳半年的20岁的勒·柯布西耶(Le Corbusier) 提供了工作，分享了个人实践经验，并介绍了克林姆特等艺术家，对柯布早期设计起到了影响。同年霍夫曼与其门生约瑟夫·马里亚·欧尔布里希(Joseph Maria Olbrich) 同德国的彼得·贝伦斯（ PeterBehrens）等成立的德意志工艺联盟，该联盟不仅启发了瓦尔特·格罗皮乌斯（Walter Gropius）及密斯·凡德罗（LudwigMies Van der Rohe）的早期 建筑思想，也在很大程度上影响并促成了包豪斯学院的创立。
1907-1908年霍夫曼向来访维也纳半年的20岁的勒·柯布西耶(Le Corbusier) 提供了工作，分享了个人实践经验，并介绍了克林姆特等艺术家，对柯布早期设计起到了影响。同年霍夫曼与其门生约瑟夫·马里亚·欧尔布里希(Joseph Maria Olbrich) 同德国的彼得·贝伦斯（ PeterBehrens）等成立的德意志工艺联盟，该联盟不仅启发了瓦尔特·格罗皮乌斯（Walter Gropius）及密斯·凡德罗（LudwigMies Van der Rohe）的早期 建筑思想，也在很大程度上影响并促成了包豪斯学院的创立。 
1926年由建筑系第一位女毕业生，奥地利首位女建筑师玛格丽特林·赫斯基（MargareteLihotzky）设计的法兰克福厨房，是当今一体化厨房的原型。它改变了以往繁复的装饰，为 现代烹饪提供了简洁高效的空间，改变了现代人的生活方式。德奥合并期间，由于希特勒对现代建筑的批判和严苛艺术审查，大批学生和教授被赶出维也纳应用艺术大学的校园，散 落世界各地。但师生在建筑教育上的影响并未停止，雕塑系毕业生欧文·豪尔（Erwin Hauer），50年代初于耶鲁大学执教，他的极简主义，连续性，模块化的雕塑风格，影响了大批 当代建筑幕墙设计以及建造，促进了极小曲面等数学曲面在建筑学上的应用。60年代初保罗·鹿特丹（PaulRotterdam）在哈佛大学设计学院以及艺术学院教授科学艺术史，哲学和 视觉艺术，深刻影响了尼尔·丹尼瑞（Niel Denari）等当代建筑师的设计思想。  
20世纪中后期由实用主义的现代主义大师W.霍尔茨鲍尔和后现代主义代表汉斯·霍莱因(Hans Hollein)执掌的建筑学院，再次聚焦建筑可能性讨论。在霍莱因一切皆是建筑的鼓励下， 学生开展了多样的建筑实验。值得注意的是，学校艺术与建筑的相互交流一直非常频繁，大批学生创作了与数字化，新媒体技术有关的作品，以及电脑辅助设计的研究。霍尔茨鲍尔 的学生，GMP的合伙人，尼古劳斯· 格茨(NikolausGoetze)，以及霍莱因的学生，SPAN的建筑师马德朴(Matias del Campo)，分别专注于代主义公共建筑的实践以及未来建筑的探 索。
另一些学生对建筑教育与研究充满热情，如沃尔夫冈·查佩尔(Wolfgang Tschapeller)，就在1983年毕业后创造出自己独特的具有不确定性与漂浮感实验建筑语言，并于2012年起执 掌维也纳艺术学院建筑艺术系。1993年的毕业生胡博特·科伦普纳(Hubert Klumpner)，从2010年起作为苏黎世联邦理工学院（ETH Zurich)建筑与城市设计系的主任，作为合伙人建 立了都市智囊Urban Think Tank在生态和社会设计实践创新贡献颇多，并于2012年荣获第13届威尼斯建筑双年展金狮奖。 
20世纪末期，由蓝天组创始人，伍尔夫·普瑞克斯（Wolf Prix)执掌的建筑学院进入了全新的时期。他开放，激进的建筑实践也体现在他的建筑教育理念上—强调对技术的批判性利用 以及社会与政治参与的重要性。由于与维也纳应用艺术博物馆的合作，每年的先锋建筑师个展以及维也纳建筑会议，帮助建筑系吸引了当时大部分的解构主义建筑师以及当代建筑理 论家来学校任教及举办讲座。其中，扎哈·哈迪德于2000年接手了霍尔茨鲍尔以及ZviHecker的第一建筑研究室，她的合伙人舒马赫带来了她的空间探索以及最早的饱受争议的参数化 主义探索。格雷格·林恩于2002年接替霍莱因掌管第二研究室，他带了了当时对于工业新技术的敏感直觉，以及CNC机床。普瑞克斯的第三研究室对建筑的物理，环境，技术，材料 等新方向充满了好奇。至此当今三个研究室的基本构成基本奠定。

## 第一建築研究室
对于研究室的教学内容，扎哈与舒马赫常常有着不同的看法。表面上看来，扎哈的建筑设计是激进和先锋的，但其实她的建筑教育实践却继承了霍尔茨鲍尔的实用主义，她对学生建筑探讨的专业性和全面性有很高的要求，并强调研究可以实现的可能性。扎哈对于艺术的介入以及不同尺度及类型设计的兴趣可以在很多设计题目上体现出来。从2000年到2007年，扎哈的个人建筑风格与其在应用艺术学院的教学方法同步，多元的概念探索与不确定性的建筑语言还没有使她的建筑披上参数化的外衣。这一时期扎哈主导的设计题目有：2000/01媒体概念(Concept from Media) -尺度的概念，媒介的思考; 01/02未来为何(What’s Next) - 摩天大楼之后的大都会生活‘对于世贸中心大厦的反思; 02/03大都会生活形态(Forms of Metropolitan Living)，03/04仿生建筑(Bio mimetic)，04/05新都市几何(NewUrban Geometries) - 从类型学到拓扑学，05/06压缩的复杂性(Compressed Complexity) - 密度， 多样性，复杂性，独立性，06/07同时与延迟(Simultaneity & Latency) - 定位，洞察，感知。在这一系列研究中，扎哈认为具有完全流动性的建筑有可能得到实现，这里宽松的课 程框架和不受约束的学术环境可以加快她对建筑边界的探索和实践。
而垂直班级能和不同年级的学生互相学习。所有的设计任务都是团队作业，促使学生培养合作能力以及发现自身特性的专长 。类比于传统古典乐领域中的大师班，扎哈认为这里五年教育的长时间接触和训练，足以使学生学到成体系的设计方法，发展独立工作的能力。 
舒马赫认为扎哈在维也纳的教学相较于AADRL的实验精神更为传统与实际。在2007年以后，由舒马赫主导的题目从服装设计，家具设计，汽车设计，游艇设计到装置设计，住宅设计，直到大型公共建筑设计，最后到城市设计，舒马赫在这十五年的教学中逐步完善了自己对于参数化主义的理论框架的设计补充。他的符号学探索，不但建构优化探索，壳结构探索也逐渐在研究室内得到反复试验。毕业设计被要求具有较为真实的设计任务书，并在最终设计中给出完整的，合理的解决方案。实际上，大部分毕业生带着毕业设计，自己进入了其伦 敦公司，开始进行与毕设题目相关的建筑实践，例如北京大兴机场，迈阿密高层，Z游艇设计等。另有学生展开了具有延续性的个人实践。而舒马赫更强调应用美院的研究环境所带 来的不同执业可能性。他的一些学生，如阿吉木门格斯的助手，ETH建筑机器人研究室的研究员，罗斯.拉古鲁夫工业设计的主创设计师,为他的理论的宣传做出很大的帮助。 

## 第二建筑研究室
林恩的探究方式更为直接，他把教学计划作为个人兴趣的延伸，在最大限度的自由环境下频繁的更换研究兴趣和方向，但是其内在的理论基础以及训练方法却使学生有机会其他层面 上得到延续和发展。初期（2000-2007），出于对新的工业技术,例如机器人组成结构细节,机械设计组合方式等的兴趣，他提出了由面到体的研究方向。
2007 在面的类型研究上，研究室经历了拓扑拼接，折叠面，拐点，折痕等不同面的处理方式的探索。配合的面建造方面的探索是反照率，模切，注塑等技术手段的延伸。在体的研究上， 他要求学生进行了衬裙叠层，超平叠层，音形结构，梭织体块，气囊表皮，编译气囊等不同方法的实验。在研究过程中，他不断带来在美国耶鲁大学的年轻建筑师们（Brennan Buck，Justin Diles，GuvencOzel等），提供技术和理念的更新，同时积累教学经验并在数年后回到美国在不同学校进行教学实践。部分毕业生例如茱莉亚· 亚柯纳（Julia Koerner）等 毕业后也成为他在UCLA教学的助理，茱莉亚将在林恩研究室的数字生产技术带入时尚界，她与Iris Van Herpen合作，负责一系列3D打印时装的设计及生产。
在中期的研究（2007-2011）中，林恩将自己对于布尔运算的研究延伸到了教学实验中：大量的布尔运算体量处理带来了新的空间感受可能性，同时研究室所配备的CNC机床也提供 了实际操作的机会。而近年来由于兴趣方向的转变，他把自己对于可移动建筑的兴趣投射到教学中。从工业革命到控制论到机械生产革命，林恩每学期自己选编的1000多页阅读材料 为学生提供了坚实的理论基础。林恩对建筑细节解决和图纸的要求也提高了作品的质量，大量独特的建筑方案层出不穷。这学期的机器视觉（Machine Vision）更是对现在机器人对 建筑设计的批判与反思，在无人机的帮助下，研究室开始探索机器对建筑形式和空间的认识，以及其视角在建筑设计中的启发与潜力。 

## 第三建筑研究室
普瑞克斯的研究一直是跨越边界的寻求社会政治干预的。从最早的力学流体模拟对建筑的影响的研究，到其带领学生到墨西哥建造一个真实的全尺度的社区中心，以干预当地社会对 建筑认识，再到08年对能量设计研究室的建立，进行对热力学建筑，能源成型的探索，他的研究室一直在寻找对未来建筑的答案。十几个新兴建筑事务所例如SOMA,the next ENTERprise等在其羽翼下成立，并被推荐参加威尼斯双年展等活动。他在任内完全取消了本科建筑教育，仅保留研究生项目，以此促使不同背景的学生参与，带来更多新鲜的知识和 想法。2005年他建立Postgraduate研究生项目UrbanStrategies，该项目分为研究建筑与城市规划边界的Urban Technique项目，以及由HernanDiaz Alonsoz主持的Excessive项 目，该项目使有一定经验的学生能够在实验室的环境内完善自己的建筑语言。 
2011年接任的渐近线事务所创始人哈尼·拉什德（Hani Rashid）的领导下，事务所向几何原型的探索拓展，未来高层的可能性进行了深入讨论。哈尼的研究相较于普瑞克斯的粗放显 得更为细致，在细节要求和图像处理方面，哈尼给予了学生更为严格的要求，值得注意的是他一直运用在纽约的资源对研究室进行整合和改造。
1968年五月，由赛德瑞克普莱斯（Cedric Price）客座编辑的Architectural Design杂志，对应当年的RIBA年会的“教育建筑”主题，提出了“怎样教育”的标题。这本大约五十年 前出版的的杂志封面以智能手表的蒙太奇，寓言了未来游牧式建筑教育以及建筑实践在数字时代的推测，而被称作的第一本全面讨论二十一世纪建筑教育文集选用了即将消身匿迹的 画图板，隐喻了建筑教育面临的危机。文集中体现的当下建筑教育的局限性和与实践的脱离很难使人报以乐观态度，对未来教育环境的摸索与讨论也是不足的：技术上的滞后性合同 质性以及社会讨论的折衷性使得各个学校在相似的指导方向下，利用同的工具及技术，进行很多重复性的实验。数字化设计，环境性能成为热点，只有两位新任系主任阐明了他们对 公司提供工业技术积极支持影响建筑教育的警醒和建筑自主性丧失的批判，其他大部分建筑系负责人对数字化设计课程在国家课程计划的通过，每个班被赞助而拥有3d打印机以及获 得工业机器人有沾沾自喜的态度，并没有更深层次的讨论，这也说明了传统学院官僚式管理层面下的建筑教育的落后性。建筑教育文集认为，好的建筑学教育需要提供艺术学校的放 任和探索性，科学实验室的技术性和解决问题的能力，律师的专业性和工人的实践性。也许我们可以重新审视森佩尔在170年前维也纳应用艺术大学创立时的建议：技术的进步是无 可逆转的历史潮流，学院应该提供开放自由的教学和行政环境，教育培养新型的匠人，让他们学会艺术而理性的方式，理解并且开发利用机器的潜力。

## 知名校友
該校畢業的知名校友有如下：
- - Walter Bosse (1904-1979), 現代主義銅像雕塑家
  - Dorrit Dekk (1917-2014), 平面設計師、版畫家、藝術家
  - Brigitte Kowanz (1957-), 藝術家
  - Matthias Laurenz Gräff (born 1984), 藝術家
  - Hugo Markl (1964-), 藝術家
  - Pipilotti Rist (1962-), 視覺藝術家
  - Felice Rix-Ueno (1893-1967), 紡織藝術家
  - Stefan Sagmeister (1962-), 設計師
  - Stylianos Schicho (1977-), 藝術家
  - Eva Schlegel (born 1960), 藝術家、維也納美術學院教授
  - Pola Stout (1902–1984), 紡織藝術家
  - Matthias Tarasiewicz (1979-), 策展人、研究者
  - Erwin Wurm (1954-), 藝術家
  - Lisbeth Zwerger (1954-), 插畫家